# Rosa sinobiflora
Rosa sinobiflora — вид рослин з родини трояндових (Rosaceae); ендемік Китаю.

## Опис
Це невеликий кущ ≈ 2 метри заввишки. Гілочки червоно-коричневі, циліндричні, стрункі, голі; колючки шилоподібні. Листки включно з ніжками 8–14 см; прилистки гачкові, великі та широкі, в основному прилягають до ніжки, вільні частини трикутні або яйцеподібні, обидві поверхні голі, край щільно залозистий, верхівка коротко загострена; остови й ніжки голі, нещільно залозисто запушені та з дрібними колючками; листочків 7–9, знизу жовто-зелені й запушені лише уздовж серединної жилки, зверху насичено зелені й голі, яйцювато-ланцетні або довгасто-ланцетні, 15–55 × 7–21 мм, основа майже кругла або широко клиноподібна, край дрібно пилчастий і часто завернутий, верхівка загострена або хвостато-гостра. Квіток 2. Чашолистків 5, яйцювато-ланцетні, 7–13 мм. Цинародії червоно-коричневі, зворотно-яйцюваті, 1–1.2 см у діаметрі, голі, зі стійкими чашолистками.

## Поширення
Ендемік Китаю: пн.-зх. Юньнань. Населяє тсугові ліси; зростає на висотах ≈ 2600 метрів.